# UFC Fight Night: Magny vs. Prates
UFC Fight Night: Magny vs. Prates (conosciuto anche come UFC Fight Night 247, UFC on ESPN + 105 oppure UFC Vegas 100) è stato un evento di arti marziali miste tenuto dalla Ultimate Fighting Championship il 9 novembre 2024 all'UFC Apex di Las Vegas, negli Stati Uniti.

## Risultati
|                  | Divisione             |                           |                 |                       | Metodo                                  | Round           | Tempo           | Premio          |
| Card Principale  | Card Principale       | Card Principale           | Card Principale | Card Principale       | Card Principale                         | Card Principale | Card Principale | Card Principale |
| ---------------- | --------------------- | ------------------------- | --------------- | --------------------- | --------------------------------------- | --------------- | --------------- | --------------- |
|                  | Pesi welter           | Carlos Prates             | batte           | Neil Magny            | KO (pugno)                              | 1               | 4:50            | POTN            |
|                  | Pesi medi             | Reinier de Ridder         | batte           | Gerald Meerschaert    | Sottomissione (arm-triangle choke)      | 3               | 1:44            |                 |
|                  | Pesi gallo            | Gastón Bolaños            | batte           | Cortavious Romious    | Decisione unanime (30–26, 30–27, 30–27) | 3               | 5:00            |                 |
|                  | Pesi paglia femminili | Gillian Robertson         | batte           | Luana Pinheiro        | Decisione unanime (29–27, 29–28, 29–28) | 3               | 5:00            |                 |
|                  | Pesi medi             | Mansur Abdul-Malik        | batte           | Duško Todorović       | KO tecnico (ginocchiata e pugni)        | 1               | 2:44            | POTN            |
| Card Preliminare |                       |                           |                 |                       |                                         |                 |                 |                 |
|                  | Pesi paglia femminili | Denise Gomes              | batte           | Karolina Kowalkiewicz | Decisione unanime (30–27, 30–27, 29–28) | 3               | 5:00            |                 |
|                  | Catchweight (174 lbs) | Elizeu Zaleski dos Santos | batte           | Zach Scroggin         | KO tecnico (pugni)                      | 1               | 1:15            |                 |
|                  | Pesi welter           | Charles Radtke            | batte           | Matthew Semelsberger  | KO tecnico (pugni)                      | 1               | 0:51            | POTN            |
|                  | Pesi gallo            | Da'Mon Blackshear         | batte           | Cody Stamann          | Sottomissione (rear-naked choke)        | 1               | 4:19            | POTN            |
|                  | Pesi medi             | Tresean Gore              | batte           | Antonio Trócoli       | Sottomissione (guillotine choke)        | 1               | 1:23            |                 |
|                  | Catchweight (137 lbs) | Melissa Mullins           | batte           | Klaudia Syguła        | KO tecnico (pugni)                      | 2               | 1:20            |                 |

## Premi
I lottatori premiati ricevettero un bonus di 50.000 dollari.
Legenda:
- FOTN: Fight of the Night (vengono premiati entrambi gli atleti per il miglior incontro dell'evento)
- POTN: Performance of the Night (viene premiato il vincitore per la migliore performance dell'evento)